# Berka/Werra
Berka/Werra település Németországban, azon belül Türingiában. Lakosainak száma 4231 fő (2017. december 31.).

## Népesség
A település népességének változása:

| 2014 | 4 358 |
| 2017 | 4 231 |